# 23e Rue
Pour les articles homonymes, voir 23rd Street.

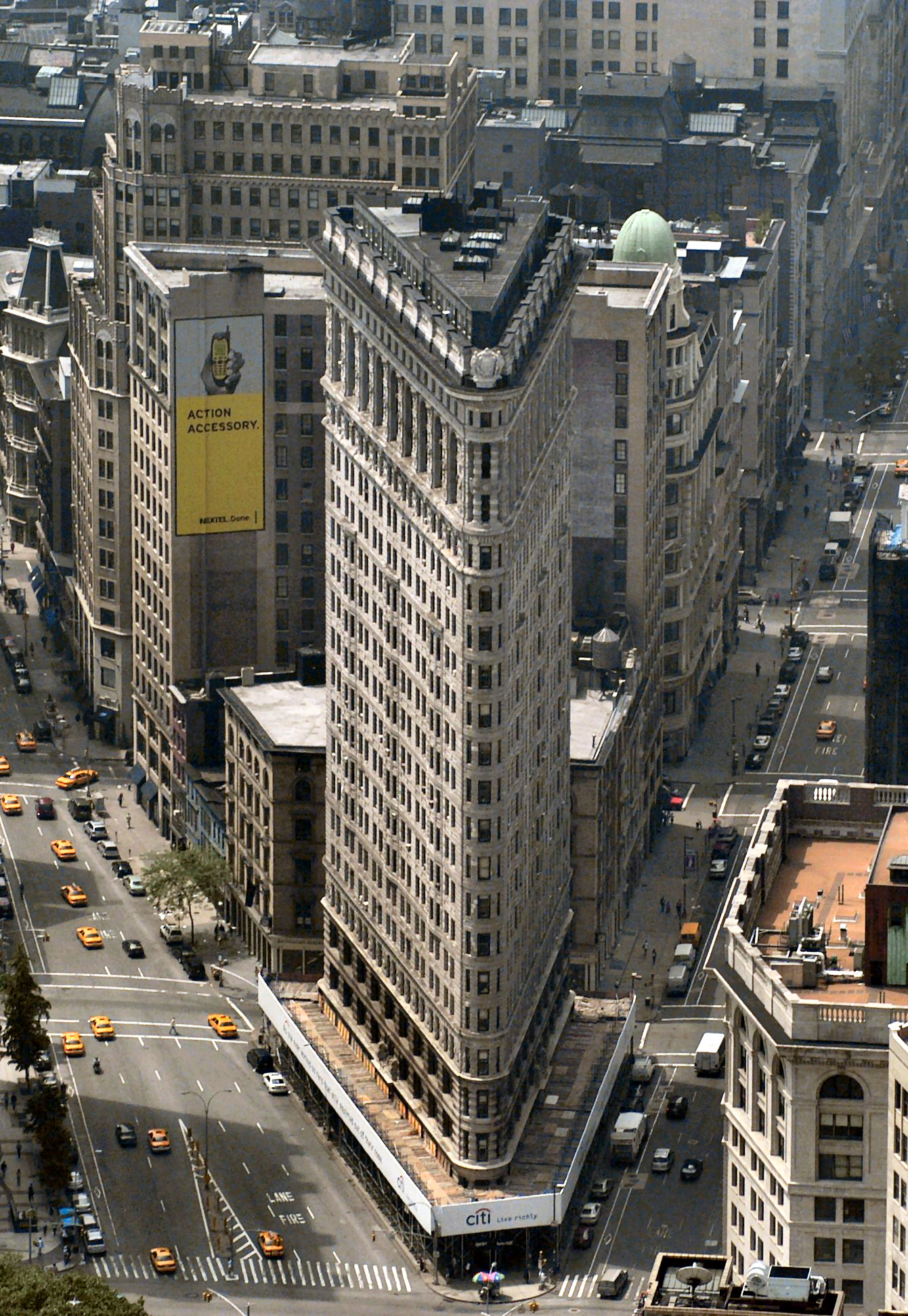
Le Flatiron Building formant l'intersection de la 23e avec Broadway et la Cinquième Avenue.

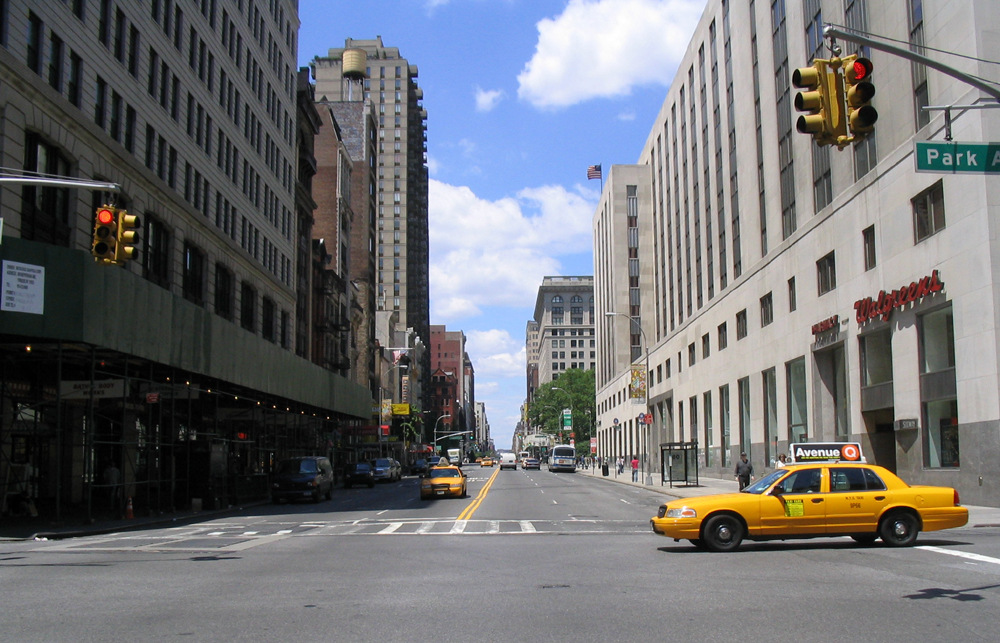
La, direction est vue depuis Park Avenue.

La 23e Rue (ou 23rd Street) est une rue de New York.

## Situation et accès
Cette voie de Manhattan, qui constitue l'un des principaux axes de circulation est-ouest de l'arrondissement. Elle relie l'Hudson à l'East River en permettant la circulation dans les deux sens, ce qui n'est pas le cas dans la plupart des rues (circulation est-ouest) et des avenues (axes nord-sud).
La rue est très bien desservie par le métro de New York, au niveau de la station 23rd Street. Ainsi, les lignes A, C, E (IND Eighth Avenue Line), N, R, W (BMT Broadway Line), F, V (IND Sixth Avenue Line), 1, 2 (IRT Broadway-Seventh Avenue Line), 4 et 6 (IRT Lexington Avenue Line).

## Origine du nom
La 23e Rue, tire son nom tout simplement de sa position dans le plan en damier de Manhattan établi en 1811. 
Le chiffre « 23 » indique sa position dans la grille est-ouest, entre la 22e et la 24e Rue.

## Historique
La 23e Rue se divise en deux sections au niveau de la Cinquième Avenue, East 23rd Street et West 23rd Street. À la fin du XIXe siècle, la partie ouest de la rue était connue pour ses nombreux théâtres qui en faisaient l'équivalent de l'actuelle Broadway. La partie est de la rue traverse le quartier de Chelsea, alors qu'à l'est, la 23e traverse le quartier de Gramercy.
L'installation par la Metropolitan Life Insurance Company de ses quartiers généraux sur Madison Avenue a joué un rôle important dans le développement du quartier le long de la rue au cours du XXe siècle. Ainsi, deux gratte-ciels construits par la MetLife sont situés en face du Madison Square Park, dont la Metropolitan Life Tower avec son clocher caractéristique qui a été le plus haut gratte-ciel du monde. l'actuel 11 Madison Avenue devait quant à lui être un gratte-ciel beaucoup plus haut, mais l'arrivée de la Grande Dépression a contraint la compagnie d'assurances à renoncer à ses plans. Malgré tout, le bâtiment est aujourd'hui encore un chef-d'œuvre art déco. Le Flatiron Building, qui est l'un des premiers gratte-ciel au monde est situé à l'intersection entre la 23e Rue avec Broadway et la Cinquième Avenue. On raconte que la forme triangulaire de l'immeuble, qui engendrait des courants d'air, avait pour effet de soulever la jupe des filles dans la rue.
La 23e Rue est le théâtre d’une explosion au no 123 faisant vingt-neuf blessés, le 17 septembre 2016.

## Bâtiments remarquables et lieux de mémoire
- Le Flatiron Building et le Madison Square Park dans le quartier de Madison Square.